# Benedikt Eppelsheim
Benedikt Eppelsheim fue un reputado constructor de instrumentos musicales alemán. Es conocido por sus creaciones de saxofones en los registros más agudos y graves del instrumento, como el soprillo (o saxofón sopranissimo) y el tubax (saxofón subcontrabajo). También ha fabricado saxofones bajos, contrabajos y clarinetes contrabajos.
En cooperación con Guntram Wolf, también ha desarrollado una nueva versión del contrafagot llamado contraforte. Eppelsheim vive en Múnich (Alemania).